# ييفيموفسكيي (لينينغراد)
ييفيموفسكيي (بالروسية: Ефимовский) هي مدينة في مقاطعة لينينغراد أوبلاست في روسيا.
يبلغ عدد سكانها حوالي 3654 نسمة.